# Paranussbaum

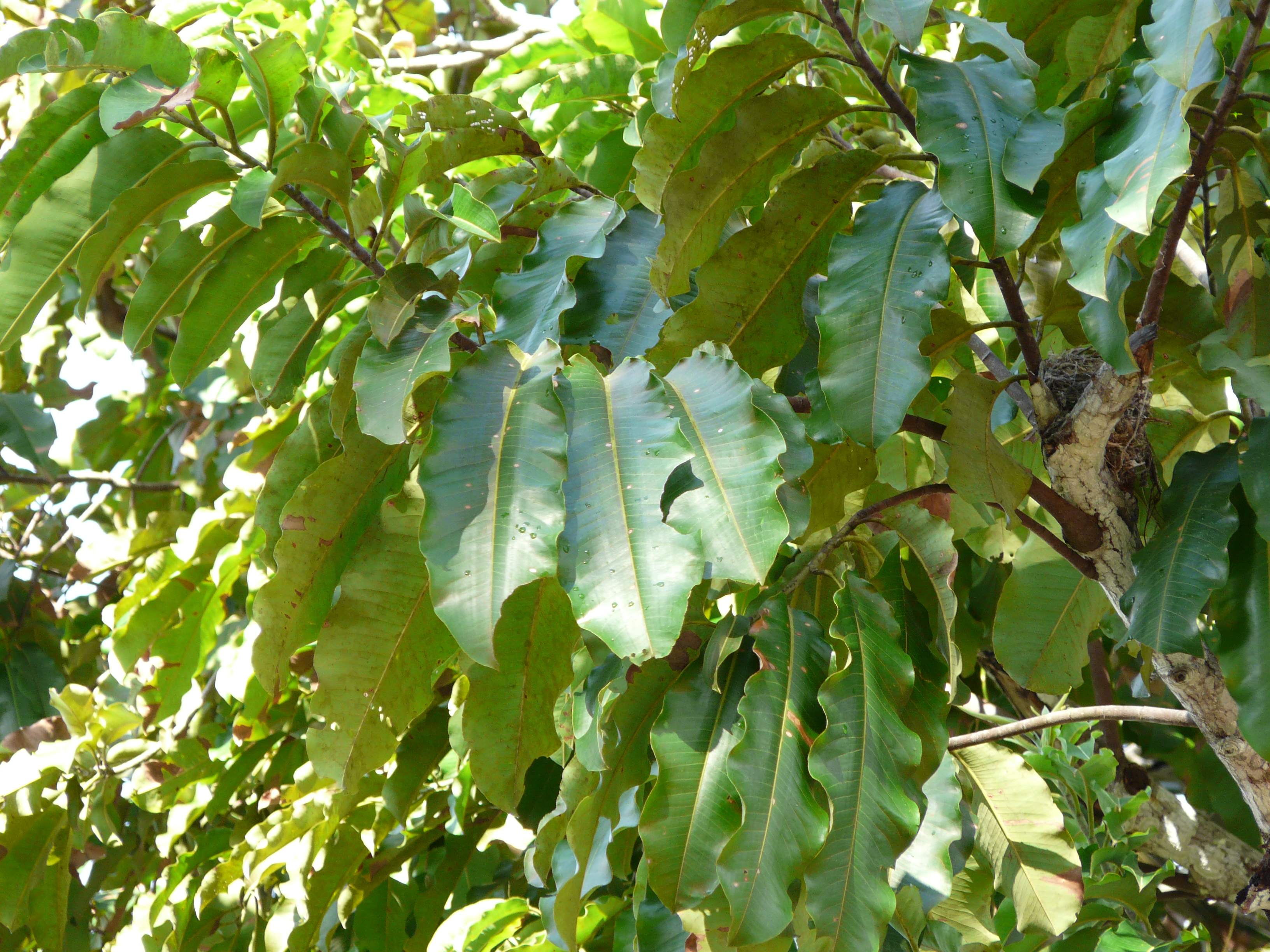
Blätter

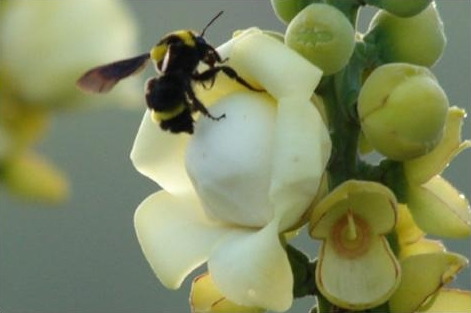
Blüte mit bestäubendem Insekt

Der Paranussbaum (Bertholletia excelsa) gehört zu den Topffruchtbaumgewächsen (Lecythidaceae). Die Samen sind als Paranuss, auch Amazonenmandel, Brasilianische Kastanie, Marahonkastanie, Brasilnuss, Juvia- oder Yuvianuss, Rahmnuss, Steinnuss oder Tucanuss bekannt. In Brasilien heißt die Paranuss Castanha-do-pará, nach dem nördlichen Bundesstaat Pará; die deutsche Bezeichnung ist davon abgeleitet.

## Beschreibung

### Vegetative Merkmale
Paranussbäume sind halbimmergrüne, schnellwüchsige und sehr große, bis über 55 Meter hohe Bäume, die damit zu den über das Kronendach ragenden Emergenten gehören. Der Stamm ist zylindrisch mit rissiger Borke, er erreicht Brusthöhendurchmesser bis 3, in Ausnahmen bis 5 Meter. Das Kernholz ist bräunlich rosa und färbt sich unter Lichteinfluss hell kastanienfarben. Die Farbe des Splintholzes ist heller und gelblich, es ist 4–6 cm breit. Das Holz weist eine Dichte von etwa 740 kg/m3 auf. Die Tracheen sind gleichmäßig über den Querschnitt zerstreut, nur einzelne Wachstumsperioden lassen sich durch eine Zone mit geringerer Porenanzahl ablesen. Die Poren sind recht groß und nicht sehr zahlreich, sie sind meist einzeln, seltener zu zweit oder zu dritt, angeordnet. Die Länge der Tracheen beträgt etwa 0,5 mm, die Fasern werden etwa 1,7 mm lang. Die Holzstrahlen sind relativ klein und nicht sehr zahlreich. Im Parenchym tritt Kristallsand auf, die Kristalle enthaltenden Zellen treten dabei nicht einzeln, sondern zu mehreren faserförmig angeordnet auf. Quarzkristalle gibt es, im Gegensatz zu verwandten Arten, nicht.
Die Äste sind wenig verzweigt, die Blätter stehen wechselständig, gedrängt an den Zweigenden. Die ledrigen, kahlen Blätter sind länglich, die Länge beträgt etwa 20–40 cm und die Breite der Blätter beträgt 7–15 cm. Der rinnige Blattstiel ist 2–5,5 cm lang. Die Blätter sind bespitzt oder rundspitzig bis zugespitzt. Der Blattrand ist ganz oder leicht gekerbt und teils gewellt. Die Unterseite der Blätter erscheint weißlich, da sie dicht mit Papillen besetzt ist. Die Nebenblätter fehlen.

### Generative Merkmale
Der Blütenstand steht meist endständig am Zweig oder erscheint aus einer Blattachsel. Er ist dicht rispig oder etwas verzweigt, ein Blütenstiel ist kaum auszumachen. Die zygomorphen Blüten sind hellgelb bis weiß, etwa 3 cm im Durchmesser. Der Kelch umschließt die gesamte Blütenknospe und öffnet sich entlang eines Schlitzes in zwei einander nicht überlappende Hälften, Lappen. Die sechs Blütenblätter bilden mit ihren unteren Hälften eine schüsselförmige Blüte, die oberen Hälften sind ausgebreitet bis umgerollt. Die fruchtbaren Staubblätter stehen in einer Vielzahl ringförmig zusammen. Ausgehend von diesem Ring wölbt sich eine Haube halbkugelförmig über die fruchtbaren Staubblätter. Im Innern ist diese Haube zuerst glatt, am Ende trägt sie unfruchtbare, nektarproduzierende, staubblattähnliche Anhängsel. An der Ansatzstelle dieser Anhängsel wird Nektar produziert. Der unterständige Fruchtknoten ist mehrkammerig mit vielen Samenanlagen.
Die holzige Frucht ist rund und etwa 10–12, gelegentlich auch bis 16 cm im Durchmesser. Jede der 500 bis 1500 Gramm schweren Früchte enthält in einer harten, dicken Schale 10–25 Samen (Nüsse). Die mehrsamige Nussfrucht oder eine funktionell nicht öffnende Kapsel (Pyxidium), ähnelt von Größe und Härte der Schale etwas einer von ihrer Außenschicht befreiten Kokosnuss. Bei der Reife öffnet sich die Frucht an der stängelabgewandten Seite. Allerdings ist die Öffnung (Operculum) deutlich kleiner als die Samen, so dass die Frucht samt Samen zu Boden fällt. Die dreikantigen Samen sind etwa 2 × 5 cm groß, sie besitzen eine verholzte Samenschale, Keimblätter sind nicht vorhanden. Die Reservestoffe des Samens sind hier im großen Hypokotyl gespeichert. Im Gegensatz zu den meisten verwandten Arten fehlt ein Samenmantel.
Die Chromosomenzahl beträgt 2n = 34.

## Verbreitung
Das Verbreitungsgebiet liegt in den tropischen Regenwäldern Südamerikas. Es reicht im Westen bis an den Fuß der Anden (Bolivien, Kolumbien und Peru), inklusive des brasilianischen Amazonastieflandes. Im Norden gibt es Vorkommen in Venezuela, Guyana, Suriname und Französisch-Guayana. Einige Vorkommen sind möglicherweise durch menschliche Nutzung und Verbreitung verursacht.
Die Standorte befinden sich auf nicht überschwemmten Flächen (terra firme). Die Trockenzeit dauert im Verbreitungsgebiet etwa drei bis fünf Monate.

## Lebenszyklus

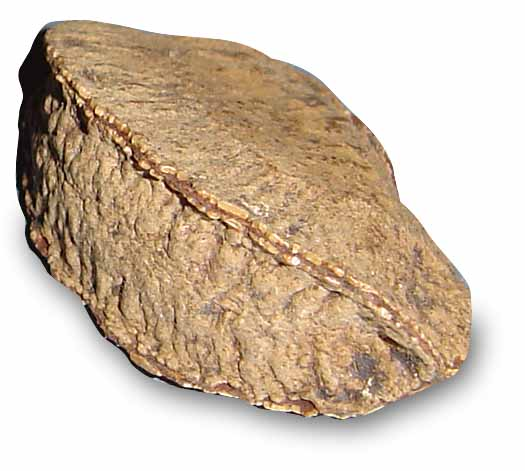
Ein Samen des Paranussbaums

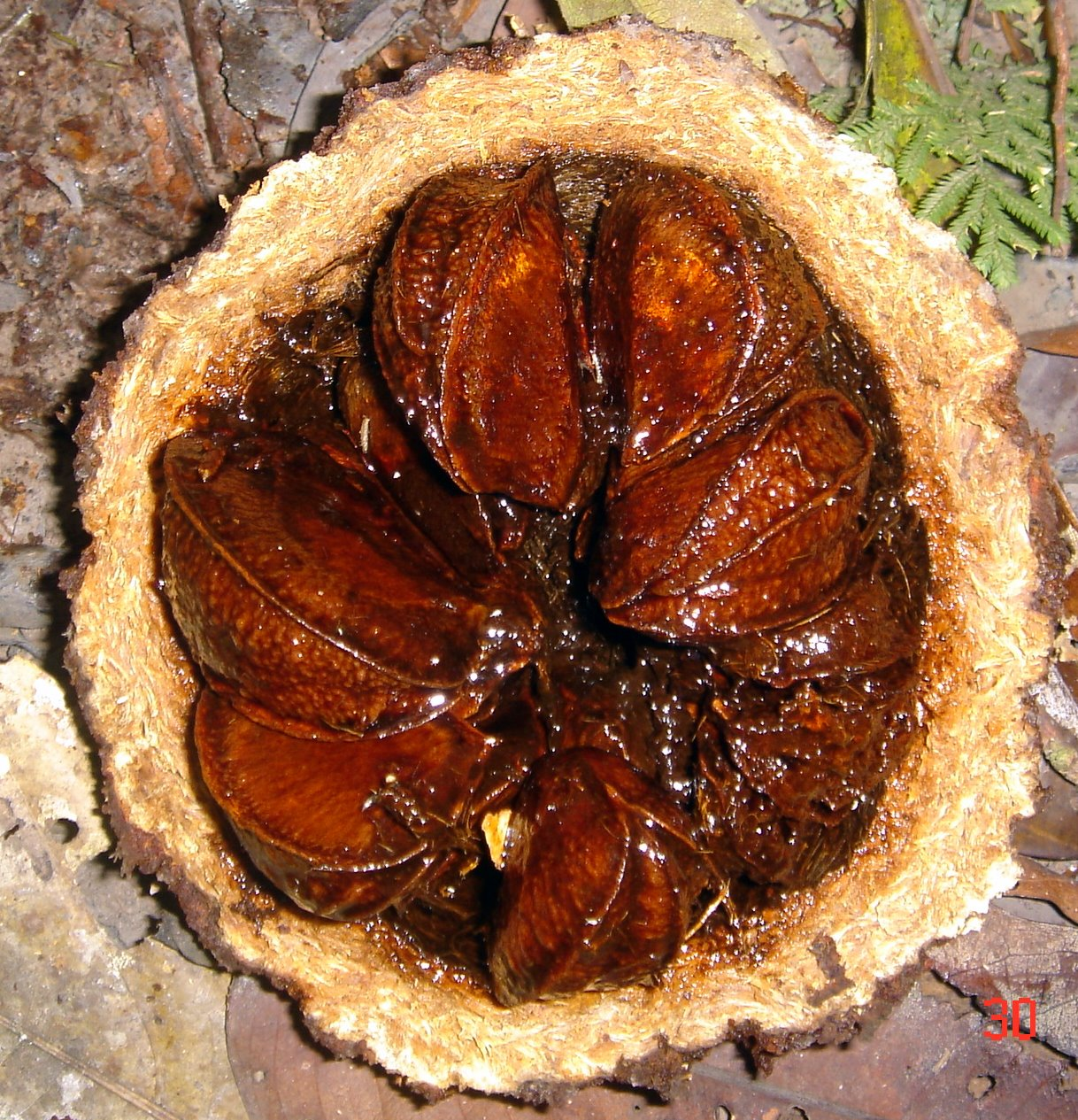
Aufgeschnittene Nussfrucht

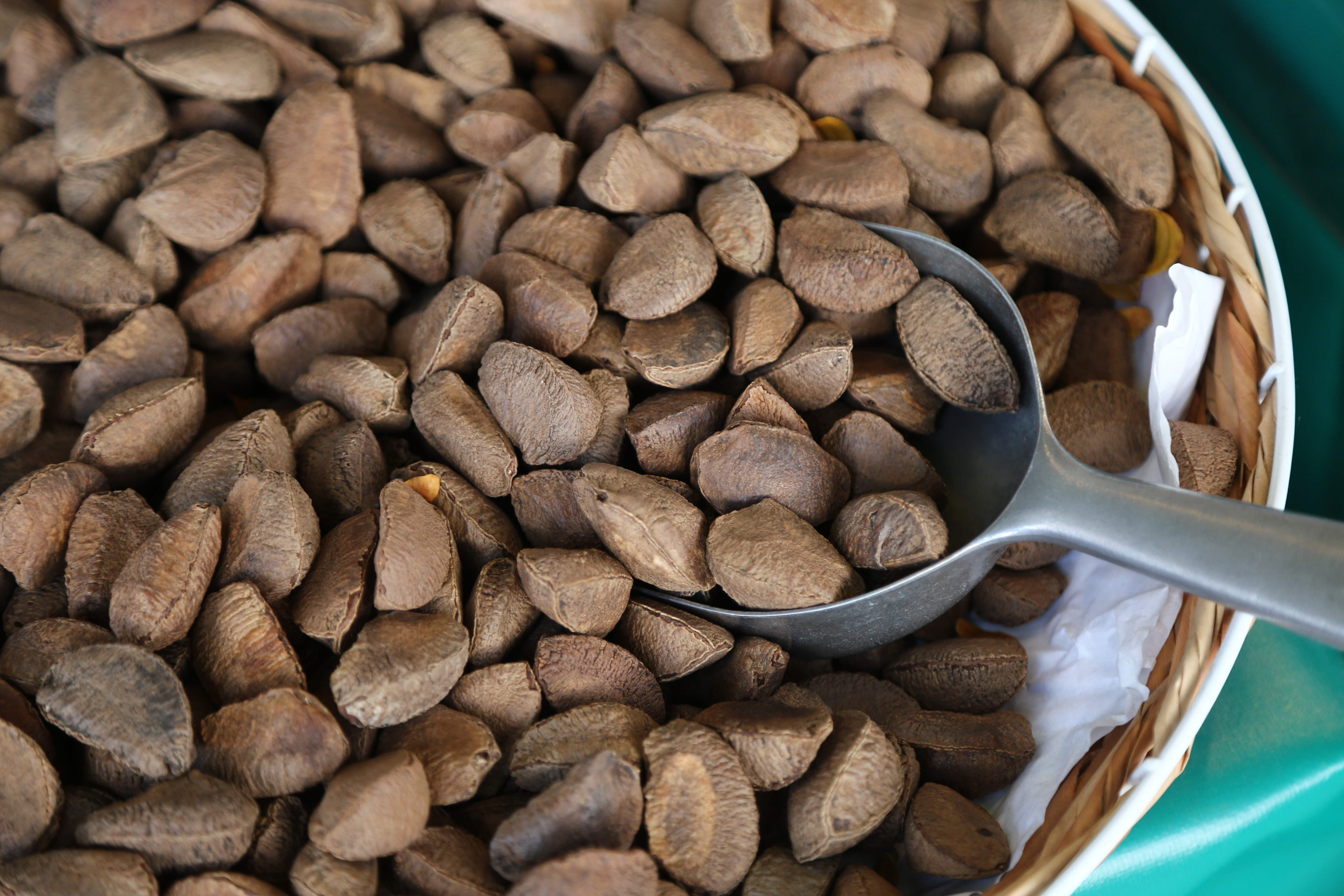
Nüsse im Handel

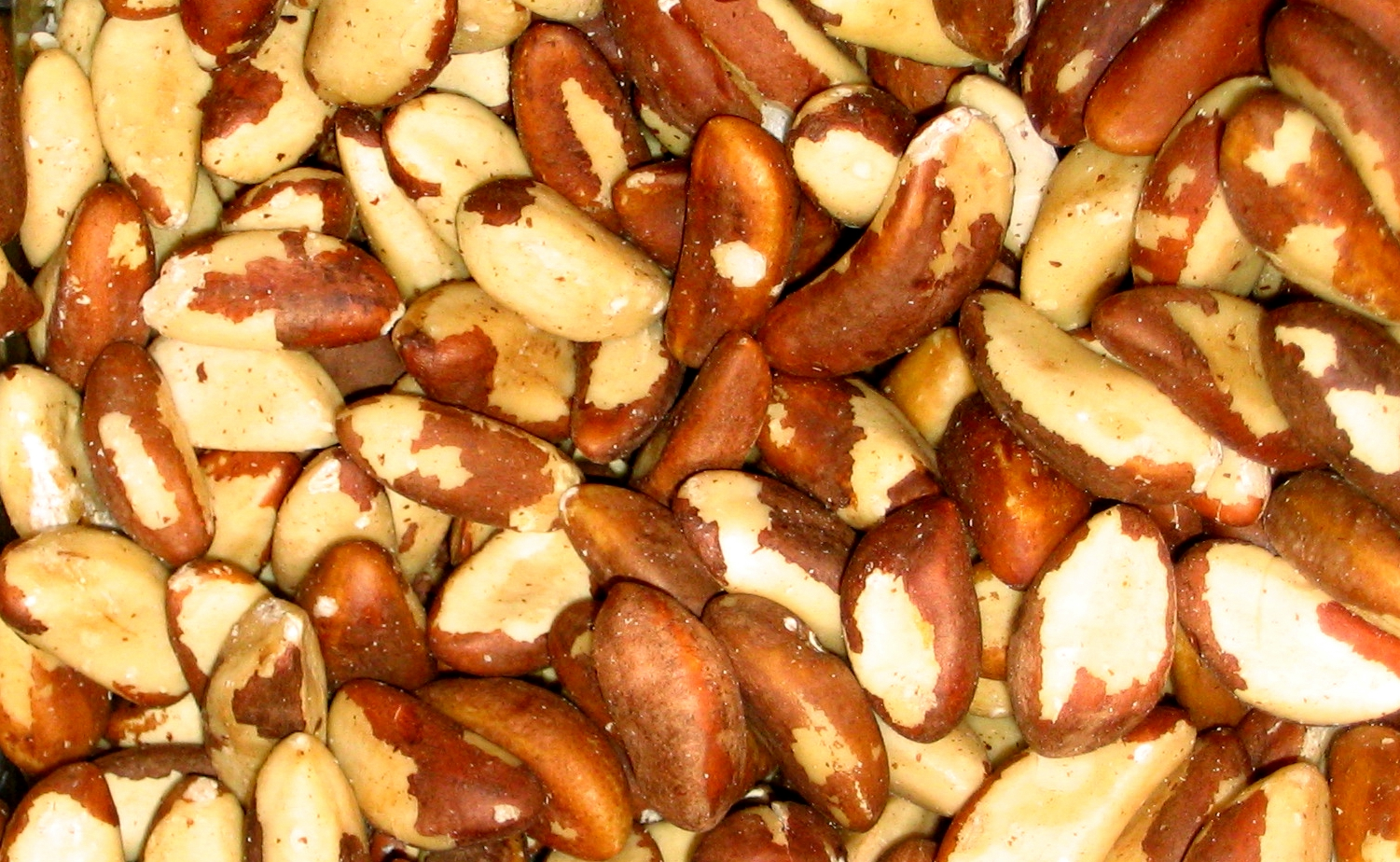
Paranüsse, handelsübliche Form

Die herabgefallenen Früchte des Paranussbaums werden von Agutis aufgenagt und die Samen gefressen. Da die Agutis die nicht verzehrten Reste verteilen und vergraben, tragen diese Nagetiere entscheidend zur Verbreitung und zum Erhalt der Paranussbestände bei. Die Samen keimen erst nach 12–18 Monaten, manche auch erst nach Jahren. Die Keimung erfolgt leichter, wenn die harte Fruchtschale entfernt wurde, aber auch Samen, die nicht aus der Frucht befreit wurden, können keimen. Samen und Keimlinge sind gegen Austrocknen empfindlich, oft wachsen sie an schattigen Standorten.
Die jungen Bäume benötigen zum Wachstum Licht und sind darauf angewiesen, dass sich eine Lücke im Kronendach öffnet. Dann wachsen sie relativ schnell heran und erreichen eine Wachstumsgeschwindigkeit von 50 cm pro Jahr. Gepflanzte Exemplare mit genügend Licht erreichten nach 18 Jahren eine Höhe von 28 Metern und einen Durchmesser von 45 cm. Die Bäume können über 300 Jahre alt werden.
Am Ende der Regenzeit verlieren die Bäume einen Teil oder sogar alle ihre Blätter. Die Blüten erscheinen in der Trockenzeit. Setzt der Regen wieder ein, treiben die Bäume unterhalb der alten Blütenstände neue Zweige und Blätter aus. Die Blütezeit eines einzelnen Baumes dauert drei bis acht Wochen, die einzelne Blüte hält aber nur einen Tag. Sie öffnet sich in den frühen Morgenstunden, am Nachmittag fällt die Blüte zu Boden.

### Bestäubung
Die Bestäubung geschieht durch große Insekten, die kräftig genug sind, um den Klappmechanismus der Haube auszulösen und diese anzuheben, wie etwa weibliche Orchideenbienen (Eulaema) und andere Prachtbienen (Euglossini) oder aus anderen Gattungen der Echten Bienen; Bombus, Centris und Epicharis (südamerikanische Verwandte der Honigbiene) sowie Xylocopa. Die männlichen Orchideenbienen bestäuben wiederum die Orchideen, die auf dem Paranussbaum wachsen. Bis zur Reife der Baumfrucht vergehen 14–15 Monate, so dass die Früchte zu Beginn der Regenzeit herabfallen.

## Nutzung
Die Kapselfrüchte stammen nicht aus Pflanzungen, sondern fast ausschließlich aus Wildsammlungen. Sie werden vom Boden aufgelesen und zu Sammelstellen gebracht; die Erntezeit erstreckt sich während der Regenzeit über ein halbes Jahr.
Neben dem hohen Eiweiß- und Fettgehalt – bis zu 70 % – besitzt die Paranuss im Vergleich zu anderen Nussarten auch noch einen sehr hohen Anteil an Mineralstoffen (Calcium, Eisen, Kalium, Magnesium, Phosphor, Selen und Zink). Sie ist der größte bekannte pflanzliche Lieferant von Selen. Der Selengehalt in Paranüssen ist so hoch, dass schnell eine Überdosis erfolgen kann, welche sich typischerweise in Haarausfall und Brüchigkeit der Nägel äußert. Eine 200-Gramm-Packung Paranüsse hat einen Selengehalt von ungefähr 200–10000 μg, je nach Herkunft schwankt der Gehalt stark, also 3 bis 150 mal so viel, wie die Deutsche Gesellschaft für Ernährung e. V. (DGE) als Tagesdosis für gesunde Erwachsene empfiehlt. Das ebenfalls enthaltene Barium kann nach einer Einnahme Vergiftungssymptome wie Schwäche, Erbrechen oder Durchfall hervorrufen.

### Radioaktivität
Paranüsse enthalten in vergleichsweise hohen Mengen natürliche radioaktive Stoffe wie Radium-226 und Radium-228; nach Angaben des Bundesamts für Strahlenschutz können sie einen 1000-mal so hohen Radiumgehalt aufweisen wie die Durchschnittsnahrung in Deutschland. Der Verzehr zweier Paranüsse täglich bewirkt eine effektive Strahlendosis von etwa 160 Mikrosievert (μSv) im Jahr. (Die durchschnittliche mit der gesamten Ernährung jährlich aufgenommene effektive Dosis beträgt in Deutschland etwa 300 μSv, die gesamte Strahlenbelastung etwa 4000 μSv.) Der durchschnittliche Verzehr von Paranüssen liegt in Deutschland nach WHO-Angaben bei 0,1 Gramm pro Tag. Die Mengen liegen dabei in der Größenordnung einiger Dutzend bis einiger hundert Becquerel pro Kilogramm – nach Masse etwa 1 bis 10 Nanogramm 226Ra. Wenn weniger Radium im Boden vorhanden ist, ist auch die Menge an Radium in den Nüssen entsprechend geringer. Der Grund für den Gehalt an Radium ist derselbe wie der für den Gehalt an Barium und Calcium – Bioakkumulation von Erdalkalimetallen.
Das deutsche Bundesamt für Strahlenschutz gab die Empfehlung heraus, dass Erwachsene auf den „übermäßigen Verzehr“ von Paranüssen verzichten sollten. Welche zusätzliche Strahlendosis als akzeptabel betrachtet werde, sei eine persönliche Entscheidung. Kinder, Schwangere und Stillende sollten dagegen „am besten keine Paranüsse essen“ um unnötige Strahlendosen zu vermeiden.

### Wirtschaftliche Bedeutung
Paranüsse sind ein Beispiel für Extraktivismus. Durch die langlebigen und lange produktiven Bäume machen sich Entnahmen von Früchten zunächst kaum bemerkbar. Dennoch führt eine zu intensive Sammlung der Nüsse nach einiger Zeit zu einem Mangel an nachwachsenden jungen Bäumen.
Nach den offiziellen Zahlen der FAO gab es 2021 nur drei Staaten auf der Erde, die nennenswerte Mengen an Paranüssen produzierten. Für 2021 liegen folgende Werte vor: Brasilien 33.734 t, Bolivien 33.149 t und Peru 6.913 t. Die Welterntemenge lag in den Jahren 2009 bis 2021 jeweils zwischen etwa 55.000 und 79.000 t.
Um die Vermarktungsmöglichkeiten zu verbessern und die Nüsse auch lokal verstärkt zu verarbeiten, wurde in Bolivien 2009 ein Staatsunternehmen gegründet (Empresa Boliviana de Almendras y Derivados). Im ersten Jahr wurden über diesen Weg ca. 700 t Paranüsse im Wert von 26 Millionen Bolivianos (ca. 3 Millionen Euro) exportiert. In der Folge wurde auch die erste Verarbeitungsfabrik im Departamento Beni gebaut. Durch stetigen Ausbau der Aktivitäten, einschließlich einer Niederlassung in Hamburg, konnten sowohl der einheimische Konsum als auch der Export erheblich gesteigert werden.
Bei der Ernte in Bolivien sind häufig Kinder beteiligt, die damit das Einkommen der Familie aufbessern.

## Paranussöl

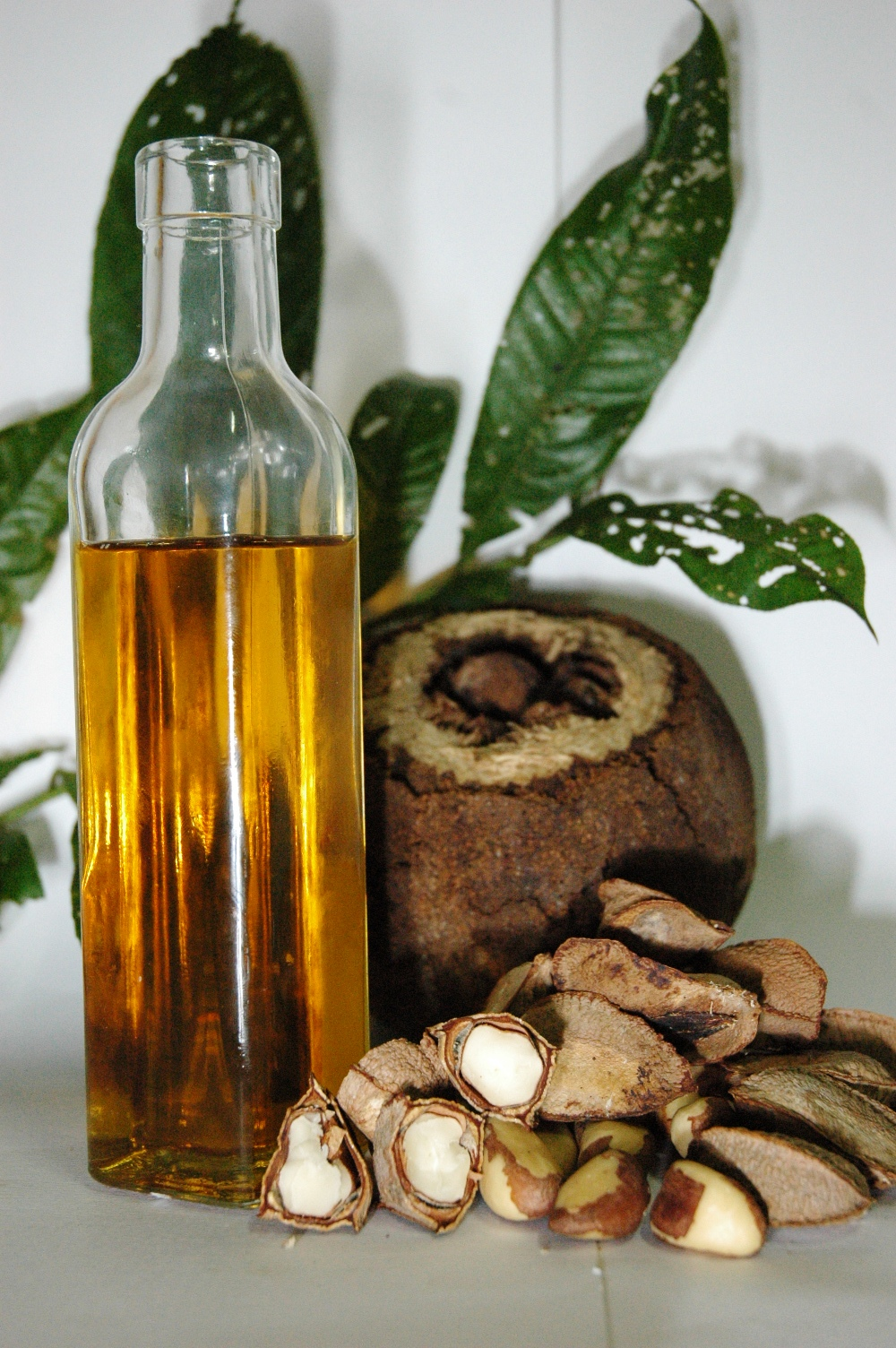
Paranussöl

Das Paranussöl wird aus den getrockneten geschälten Samen gewonnen, normalerweise durch Kaltpressung. Kaltgepresstes Paranussöl ist hellgelb und angenehm im Geruch.
Die Fettsäurezusammensetzung besteht aus Palmitinsäure (14–16 %), Stearinsäure (6–10 %), Ölsäure (29–48 %), Linolsäure (30–47 %). Die physikalischen Kennzeichen sind Dichte (0,914–0,917 g/cm3), Erstarrungspunkt (0–4 °C), Verseifungszahl (193–202), Iodzahl (94–106) und Unverseifbares (0,5–1 %).

## Inhaltsstoffe
100 g Paranüsse haben einen Brennwert von 2.743 kJ (655 kcal) und enthalten:
| Bestandteil                      | Menge  |
| -------------------------------- | ------ |
| Wasser                           | 3,5 g  |
| Proteine                         | 14,3 g |
| Zucker                           | 2,3 g  |
| Stärke                           | 0,25 g |
| Ballaststoffe                    | 7,5 g  |
| Fette                            | 66,4 g |
| davon                            |        |
| gesättigte Fettsäuren            | 15,1 g |
| ungesättigte Fettsäuren          | 25,5 g |
| mehrfach ungesättigte Fettsäuren | 20,6 g |
| Mineralstoffe:                   |        |
| Natrium                          | 3 mg   |
| Magnesium                        | 376 mg |
| Phosphor                         | 725 mg |
| Kalium                           | 659 mg |
| Calcium                          | 160 mg |
| Eisen                            | 2,4 mg |
| Selen                            | 1,9 mg |
| Zink                             | 4,0 mg |
| Vitamine:                        |        |
| Vitamin C                        | 0,7 mg |
| Vitamin B6                       | 0,1 mg |
| Vitamin B12                      | 0 mg   |
| Vitamin E                        | 5,7 mg |

Das Holz des Paranussbaums enthält Saponine.

## EU-Importbeschränkungen für Paranuss
Die Europäische Kommission (EC) hat am 12. Juli 2003 Auflagen für den Import von Paranüssen erlassen. Es wurde festgestellt, dass in den Schalen Aflatoxin, welches durch Schimmel entsteht, vorkommt, und zwar um ein Vielfaches mehr, als in der EU zugelassen ist. („Eine derartige Kontamination stellt eine ernsthafte Bedrohung der öffentlichen Gesundheit in der Gemeinschaft dar, und daher müssen auf Gemeinschaftsebene Schutzmaßnahmen ergriffen werden.“) Laut Europäischer Kommission müssen jetzt alle importierten Nüsse getestet und mit einem Herkunftszertifikat versehen sein. Dies übersteigt die Möglichkeiten der meist südamerikanischen Produzenten. Daher ist der traditionelle Handel mit der ganzen Paranuss stark zurückgegangen. In einer neueren Durchführungsverordnung (Nr. 884/2014) der EU-Kommission von 2014 wird noch einmal die Bedeutung des Importverbots für Paranüsse aus Brasilien präzisiert („Festlegung besonderer Bedingungen für die Einfuhr bestimmter Futtermittel und Lebensmittel aus bestimmten Drittländern wegen des Risikos einer Aflatoxin-Kontamination“).

## Systematik und botanische Geschichte
Der Paranussbaum (Bertholletia excelsa) ist die einzige Art in der Gattung Bertholletia. Innerhalb der Familie der Lecythidaceae sind die nächsten Verwandten in der Gattung Lecythis zu finden.
Die Art wurde erstmals 1808 von Aimé Bonpland wissenschaftlich beschrieben. Den botanischen Gattungsnamen Bertholletia erhielt der Baum zu Ehren des französischen Chemikers Claude Louis Berthollet (1748–1822).